# Киспе, Пьеро
Пьеро Алдаир Киспе Кордова (исп. Piero Aldair Quispe Córdova; род. 14 августа 2001, Лима) — перуанский футболист, полузащитник клуба «УНАМ Пумас» и сборной Перу. 

## Клубная карьера
Киспе — воспитанник клубов «Эктор Чумпитас» и «Университарио». 19 марта 2021 года в матче против «Академия Кантолао» он дебютировал в перуанской Премьере в составе последних. 19 июля в поединке против «Альянса Атлетико» Пьеро забил свой первый гол за «Университарио». 

## Международная карьера
20 ноября 2022 года в товарищеском матче против сборной Боливии Киспе дебютировал в сборной Перу.

## Достижения
«Университарио»
- Чемпион Перу: 2023